# Diari de John Evelyn
El Diari de John Evelyn, un cavallerós partidari de la reialesa i virtuós del segle XVII, va ser publicat per primera vegada en 1818 sota el títol de "Memoirs Illustrative of the Life and Writings of John Evelyn" (Memòries Il·lustratives de la Vida i Escriptures de John Evelyn), en una edició de William Bray, assistit per William Upcott, qui va tenir accés als arxius familiars d'Evelyn. El diari del seu contemporani Samuel Pepys ja havia estat publicat el 1825, i va arribar a ser més cèlebre; però la publicació del treball d'Evelyn va incitar en part l'atenció prestada al diari de Pepys.

## Temàtica
El diari d'Evelyn té entrades des de 1640, quan l'autor era un estudiant al Middle Temple, fins a 1706. La consideració d'aquestes memòries com a diari no és estricta; fins al voltant de 1683 les entrades no van ser afegides diàriament, però va ser completat molt més tard amb notes, i mostra en alguns casos els beneficis de la revisions efectuades. Per exemple, quan relata els seus viatges, els edificis o els quadres poden ser descrits anacrònicament, revelant l'ús posterior d'altres fonts.
Constitueix una font d'informació de primer ordre sobre l'art, la cultura i la política del segle xvii anglès. Entre altres esdeveniments històrics, Evelyn va ser testimoni de la mort de Carles I d'Anglaterra al patíbul, de la d'Oliver Cromwell i de la Gran Peste de 1665 i del Gran Incendi de Londres el 1666.

## Edicions
Després de la selecció i edició inicials de Bray, altres editors van treballar al Diari al segle següent. Una edició revisada el 1827 va ser editada per Upcott, i reimpresa en 4 volums el 1879 amb una Biografia signada per Henry Benjamin Wheatley (reeditada el 1906). Hi va haver una nova edició en quatre volums de John Forster (1850–1852). Una edició més tardana va ser compilada per Austin Dobson (en 3 volums, 1906).
El nombre total de paraules del manuscrit s'aproxima al mig milió, l'edició de Bray de les quals va incorporar menys del 60%. Una edició erudita moderna, en sis volums, va ser publicada per Esmond Samuel de Beer en 1955, un projecte originari del començament de la dècada de 1930.